# Anthisnes
Anthisnes (en valón Antene) es una localidad y municipio francófono de Bélgica situado en Valonia, en la provincia de Lieja. Cuenta con más de 4.000 habitantes y se sitúa 25 km al suroeste de la capital provincial, Lieja.

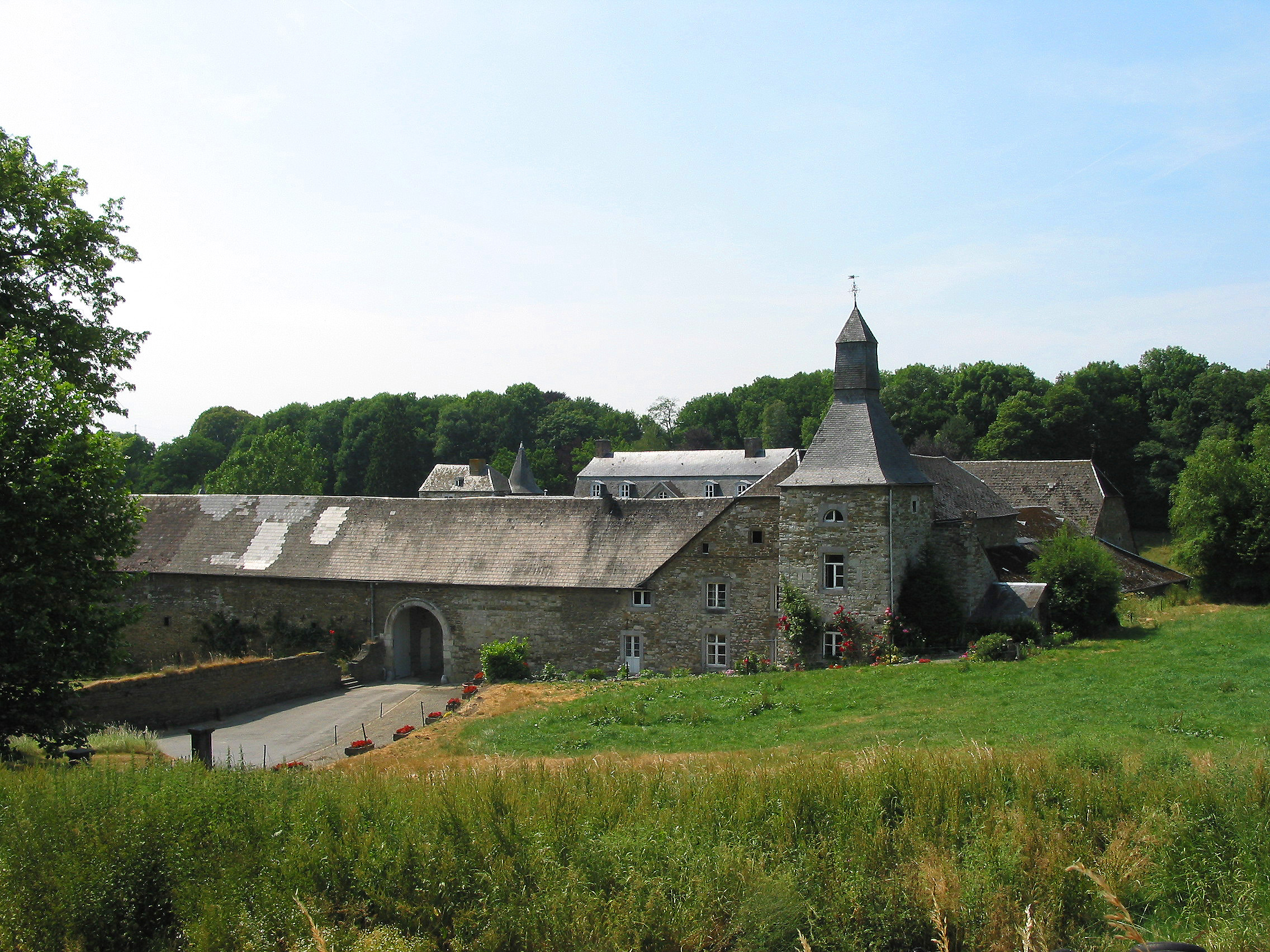
La granja "de la Chapelle" (siglos XV-XIX).

## Historia
Según la tradición, Anthisnes habría sido fundada por Sedroc, cuarto rey de Tongeren. Sin embargo, se ha establecido que la región ya estaba ocupada por los Condrusi. En la época de la colonización romana, la vía imperial que conectaba Durocortoroum (Reims) con Colonia Agrippina (Colonia), atravesaba el municipio de oeste a este. La presencia de una villa galorromana en el territorio llamada Antinac sería verosímilmente el origen del topónimo. 

## Geografía
El municipio se encuentra en la región natural del Condroz liejense, en las estribaciones del valle del Ourthe.

### Secciones del municipio
El municipio comprende los antiguos municipios, que se fusionaron en 1977:
| - Anthisnes - Hody - Tavier - Villers-aux-Tours |

### Pueblos y aldeas del municipio
Baugnée, Berleur, Coibehay, Hestreux, Houchenée, Lagrange, La Ramée, La Rock, Les Floxhes, Les Stepennes, Limont, Moulin, Rapion, Targnon, Tolumont, Viegeay, Vien, Xhos.

## Demografía

### Evolución
Todos los datos históricos relativos al actual municipio, el siguiente gráfico refleja su evolución demográfica, incluyendo municipios después de efectuada la fusión el 1 de enero de 1977.
| Gráfica de evolución demográfica de Anthisnes entre 1846 y 2019 |
|                                                                 |

## Política

### Administración 2007-2012
El alcalde de Anthisnes es Marc Tarabella. Reelegido el 8 de octubre de 2006, pasó a ser ministro de la Región valona en julio de 2007 y es el primer concejal Michel Evans el que desempeña actualmente la función de alcalde. Ambos forman parte del grupo PS-IC (Parti Socialiste - Intérêts communaux).
Forman parte de la administración las siguientes personas:
| Ayuntamiento        | Ayuntamiento                                                           |
| ------------------- | ---------------------------------------------------------------------- |
| Alcalde             | Marc Tarabella (PS-IC)                                                 |
| Teniente de alcalde | Michel Evans (PS-IC)                                                   |
| Concejales          | Jean-Pierre Host (PS-IC) Francis Hourant (PS-IC) Toni Pelosato (PS-IC) |